# Луна Писарро, Франсиско Хавьер де
Франсиско Хавьер де Луна Писарро — (исп. Francisco Xavier de Luna Pizarro) — (3 ноября 1780, Арекипа — 9 февраля 1855, Лима) — перуанский католический священник и политический деятель. Два раза, в 1822 и 1833 годах, становился главой Перу на непродолжительное время. Выбирался обычно как временный президент, который
как правило не должен был долго править страной. А уже когда находили президента, президент заменял его.

## Биография
Образование получил в семинарии Сан-Херонимо в родной Арекипе, затем в университете Куско, после чего стал преподавателем богословия и права в семинарии Сан-Херонимо. Выезжал в Испанию, где выступал против наполеоновского вторжения. После возвращения в Перу был назначен ректором медицинского колледжа Сан-Фернандо.

## Война за независимость Перу
Активно поддерживал идею независимости Перу, во время Войны за независимость Перу всячески поддерживал войска сторонников независимости, но прямого участия в боевых действиях не принимал. В 1822 году был назначен главой первого перуанского Конгресса, а также стал автором конституции Перу 1823 года.

## Дальнейшая карьера
После отставки Хосе де Сан-Мартина с поста главы Перу в течение двух дней возглавлял страну до введения в должность Хосе де ла Мара.
В дальнейшем поддерживал правительство Хосе де ла Мара, но после того, как хунта была им распущена, удалился от политической жизни.
В 1827 году он ещё раз стал президентом Конгресса Перу, и в соответствии со своей должностью ещё раз на один день стал президентом Перу до введения в должность генерала Луиса Хосе де Орбегосо.
В 1846 году был назначен архиепископом Лимы.